# 南條充寿
南條 充寿（なんじょう みつとし、1972年4月30日 ‐ ）は、愛媛県松山市出身の柔道選手。現役時代は65kg級の選手。現在は仙台大学教授で柔道部の総監督。姪は女子レスリングの南條早映。

## 経歴
柔道は4歳の時に始めた。小学校5年と6年の時には、松山少年柔道教室の一員として全国少年柔道大会の団体戦で3位になった。道後中学3年の時には全国中学校柔道大会55kg級で2位となった。新田高校2年の時には新人体重別65kg級で決勝まで進むものの、同じ高校2年である東海大第五高校の中村行成に効果で敗れた。翌年も決勝まで進むが2年連続2位に終わった。国際高校選手権では優勝を飾った。筑波大学進学後、2年の時にはジュニア体重別で2年ぶりに決勝まで進むが、3度敗れることになった。3年からは学生体重別で2年連続3位になった。4年の時には講道館杯決勝で順天堂大学の和合徹を判定で破って、初めての全国タイトルを獲得することになった。
大学卒業後に茨城県信用組合所属となると、1995年の講道館杯では決勝で中村に判定で敗れて2連覇はならなかった。1996年の選抜体重別では3位となった。講道館杯では1996年から3年連続3位入賞を果たすことになった。1997年にはドイツ国際で、グルジアの強豪選手であるゲオルギ・ワザガシビリとゲオルギ・レワジシビリを撃破して優勝を飾った。その後、ダイコロ所属に変わるが、選抜体重別では前年に続いて3位にとどまった。このように上位で一定の活躍をしていたものの、日本代表となるまでには至らなかった。
引退後は筑波大学とダイコロで同期だった、1997年の世界選手権52kg級代表の永井和恵と結婚して、仙台大学柔道部でともに指導に当たることとなった。さらに、2008年の北京オリンピックでは代表チームの総務として、男子代表監督の斉藤仁をサポートした。その後女子ナショナルチームのシニアコーチを経て、2012年11月には女子ジュニア代表チームのヘッドコーチに就任した。
2013年に入ると、女子柔道強化選手への暴力問題で監督の園田隆二が辞任したことに伴い、3月には女子代表監督に昇格することとなった。強化委員長の斉藤は「非常に優秀で、みんなが納得してくれる監督」と評した。任期は2014年の世界選手権までだという。監督になって最初に臨んだ世界選手権では、一連の騒動も影響してか、団体戦では優勝を果たしたが、個人戦では22年ぶりに金メダルを逃す結果になった。この当時は監督を引き受けたものの、厳しい指導は「勝利至上主義」と見なされる風潮の中で代表選手に対する指導も及び腰になってしまい、監督とは名ばかりで遠くから練習を眺めているだけの有様だった。「練習メニューもコーチ任せで、極端に言ったら逃げていた」。代表合宿の場において選手の「自主性」を重視するなら、全てを所属先に任せればよいだけだが、個人戦で金メダルを逃したことでそれではいけないことを改めて思い知らされた。かくして、技でポイントを挙げようとする正攻法の日本選手に対して、反則を引き出してでも勝利に徹する試合運びの巧い外国選手の傾向を把握するとともに、そのデータを蓄積して選手に教授する戦術の指南役に徹することに監督としての意義を見出して、それを実践していくことに決めた。
その成果が現れて、2014年の世界選手権では48kg級の近藤亜美、57kg級の宇高菜絵と2名が金メダルを獲得することになった。強化委員長の斉藤も「(大会)3日目までに金メダル2個を獲得し、結果も内容もいい。やめさせる理由がない」「昨年以上の成績が（続投の）最低条件だった。どん底からはい上がり、若手も育てている」として、2016年のリオデジャネイロオリンピックまで続投させる意向を表明した。10月には全柔連の理事会で、南條の続投を正式に決定した。
2015年3月には全柔連の強化委員会において、2月のグランプリ・デュッセルドルフに出場する予定だったものの、市販の風邪薬を服用したことでドーピング違反に抵触する可能性が出たために大会を欠場した了徳寺学園職員の緒方亜香里と綜合警備保障の田知本遥の件に関連して、注意処分が科された。
世界選手権では52kg級の中村美里、57kg級の松本薫、78kg級の梅木真美の個人戦3階級と団体戦で優勝を成し遂げた。
2016年1月には味の素ナショナルトレーニングセンターで選手を指導中に、ストレスにより酒量が増えたことなどが原因で意識を失い、2ヵ月半ほど代表監督の座から離れることを余儀なくされた。
4月にリオデジャネイロオリンピック代表が決定した際には、「金3つ以上、全階級でメダル獲得」を目標に掲げた。
6月に開催された地元での壮行会の際には、妻の和恵に「女性の涙はだいたいウソ。だまされちゃダメよ」とよく助言を受けていたエピソードを明かした。8月のリオデジャネイロオリンピックでは田知本遥の金メダルを含めてメダルを5つ獲得することになった。9月には任期満了に伴い女子代表監督を退任した。この際に、「達成感より、やり残したことの方が多い」「日本人がたけている技術力をぶつけること。(今後とも)そこは変えてほしくない」と語った。
2018年2月からはハンガリー代表チームのチーフディレクターに就任した。同国代表が来日した際に指導にあたることとなった。

## 主な戦績
- 1983年　- 全国少年柔道大会　団体戦　3位
- 1984年　- 全国少年柔道大会　団体戦　3位
- 1987年　- 全国中学校柔道大会　2位(55kg級)
- 1989年　- 新人体重別　2位
- 1990年　- 国際高校選手権　優勝
- 1990年  - 新人体重別　2位
- 1992年  - ジュニア体重別　2位
- 1993年　- 学生体重別　3位
- 1994年　- 学生体重別　3位
- 1994年　- 講道館杯　優勝
- 1995年　- ハンガリー国際　3位
- 1995年　- 講道館杯　2位
- 1996年　- オーストリア国際　5位
- 1996年　- 選抜体重別　3位
- 1996年　- 講道館杯　3位
- 1997年　- オーストリア国際　3位
- 1997年　- ドイツ国際　優勝
- 1997年　- 選抜体重別　3位
- 1997年　- 講道館杯　3位
- 1998年　- 実業個人　2位
- 1998年　- 講道館杯　3位
- 2000年　- 実業個人　3位

(出典、JudoInside.com)。

## 書籍
- 「スポーツステップアップ柔道パーフェクトマスター」(共著) 新星出版社 2008年 ISBN 4405086249
- 「ジュニア選手育成のための柔道コーチング論」(共著)  道和書院 2008年 ISBN 4810521087